# Forn Siðr
Forn Siðr – Asa- og Vanetrosamfundet i Danmark (i daglig tale blot Forn Siðr) er et dansk landsdækkende trossamfund for dyrkere af de nordiske guder og kræfter i den nordiske trosforestilling og folketro. Forn Siðr som officiel forsamling blev dannet den 15. november 1997.
Organisation er ikke-missionerende og upolitisk.
Forn Siðr blev den 6. november 2003 godkendt som trossamfund af Kirkeministeriet. Det har blandt andet givet trossamfundet ret til at foretage juridisk gyldige vielser for sine medlemmer, samt bedre muligheder for medlemmerne for at blive bisat under forrettelse af hedenske ritualer.
Forn Siðr holder for alle sine medlemmer officielt blót (gudsdyrkelse) fire til fem gange om året. Det drejer sig om de fire solhøjtidsblót (forårsjævndøgn, sommersolhverv, efterårsjævndøgn og vintersolhverv), samt et blót ved altinget.
Trossamfundet har sit eget medlemsblad – Vølse – organet for hedensk sæd – som udkommer fire gange om året.

## Altinget
Forn Siðrs højeste besluttende myndighed er Altinget, der består af alle de medlemmer som er fremmødt.

## Historie
Der havde op 1997 til været en stigende interesse for dyrkelse af de nordiske guder specielt i vikingegrupper (folk der optræder eller sælger smykker ved vikingemarkeder). På Island var asatroen blevet ankendt af myndighederne som trossamfund allerede i 1973, og i 1996 blev troen også anerkendt af myndighederne i Norge. I Danmark var interessen for asatroen spredt, og tidligere forsøg på at danne en forening var mislykkedes.
Den officielle grundlæggelse af Forn Siðr var den 15. november 1997. Via forskellige kontakter knyttet bl.a. via internettet, var et uformelt møde arrangeret i sommeren 1997, hvor otte personer mødtes i en park i Odense, for at tale om mulighederne for at danne en forening for asedyrkere i Danmark. De otte var Morten Grølheim, Ole Gotved, Ove Birk, Gudrun Victoria Gotved, Ole Nielsby, Christine Fentz, Bertil F. Dorch og Pelle Bull[kilde mangler]. Dette ledte til det stiftende alting den 15. november 1997.
Den 13. december 1999 blev ansøgningen om godkendelse afleveret til kirkeministeriet. Kirkeministeriets rådgivende udvalg vedrørende trossamfunds vurderede i 2002, at "Forn Siðr" ikke kunne opfattes som et trossamfund. Forn Siðr blev dog alligevel godkendt af ministeren den 6. november 2003 efter en omskrivning af vedtægterne.
Den 7. februar 2009 indviede trossamfundet sin første gravplads på Assistens Kirkegård i Odense..

## Ekstern henvisning
- Wikimedia Commons har flere filer relateret til Forn Siðr
- Officiel hjemmeside